# Schloss Hünegg

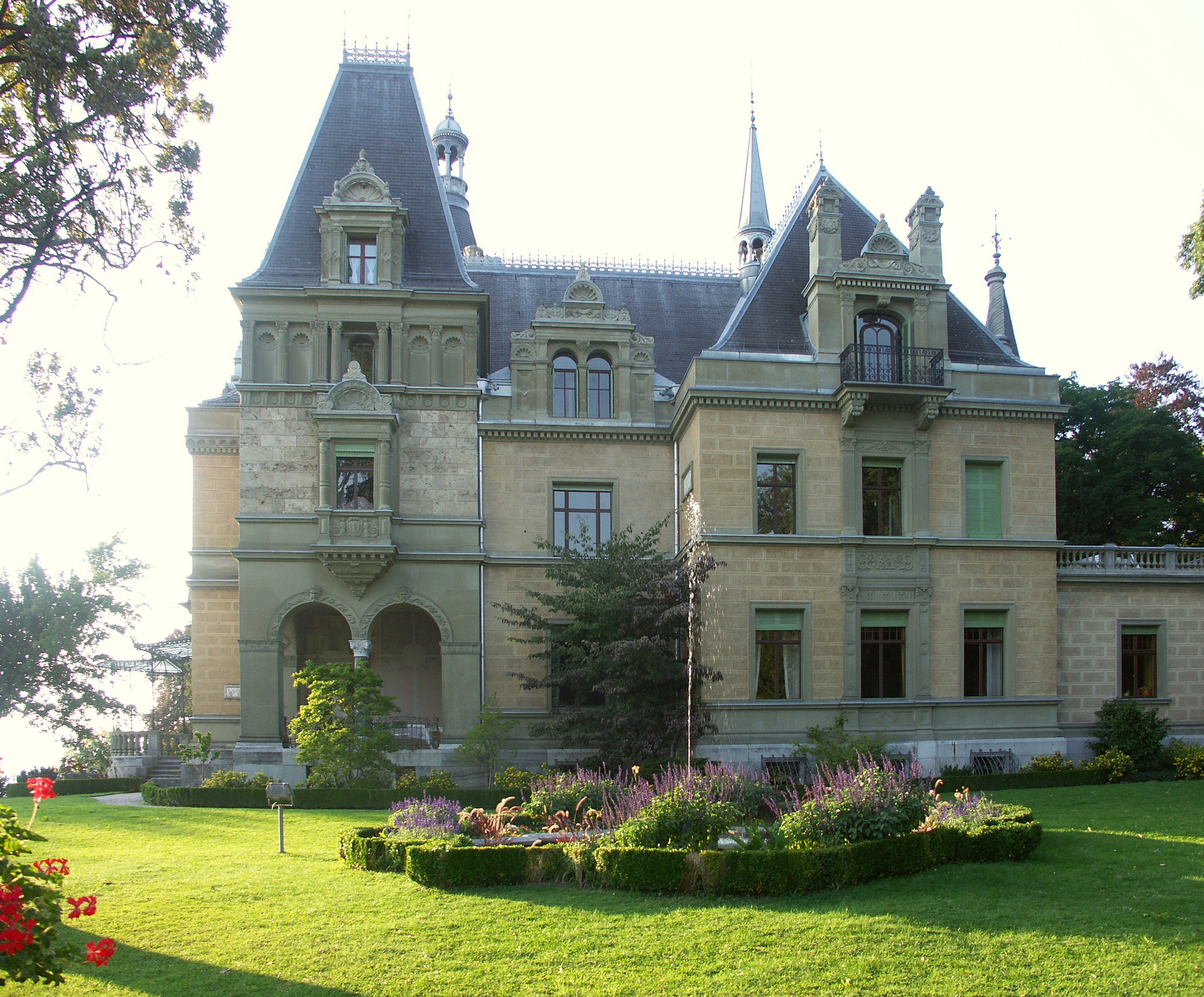
Das Schloss Hünegg

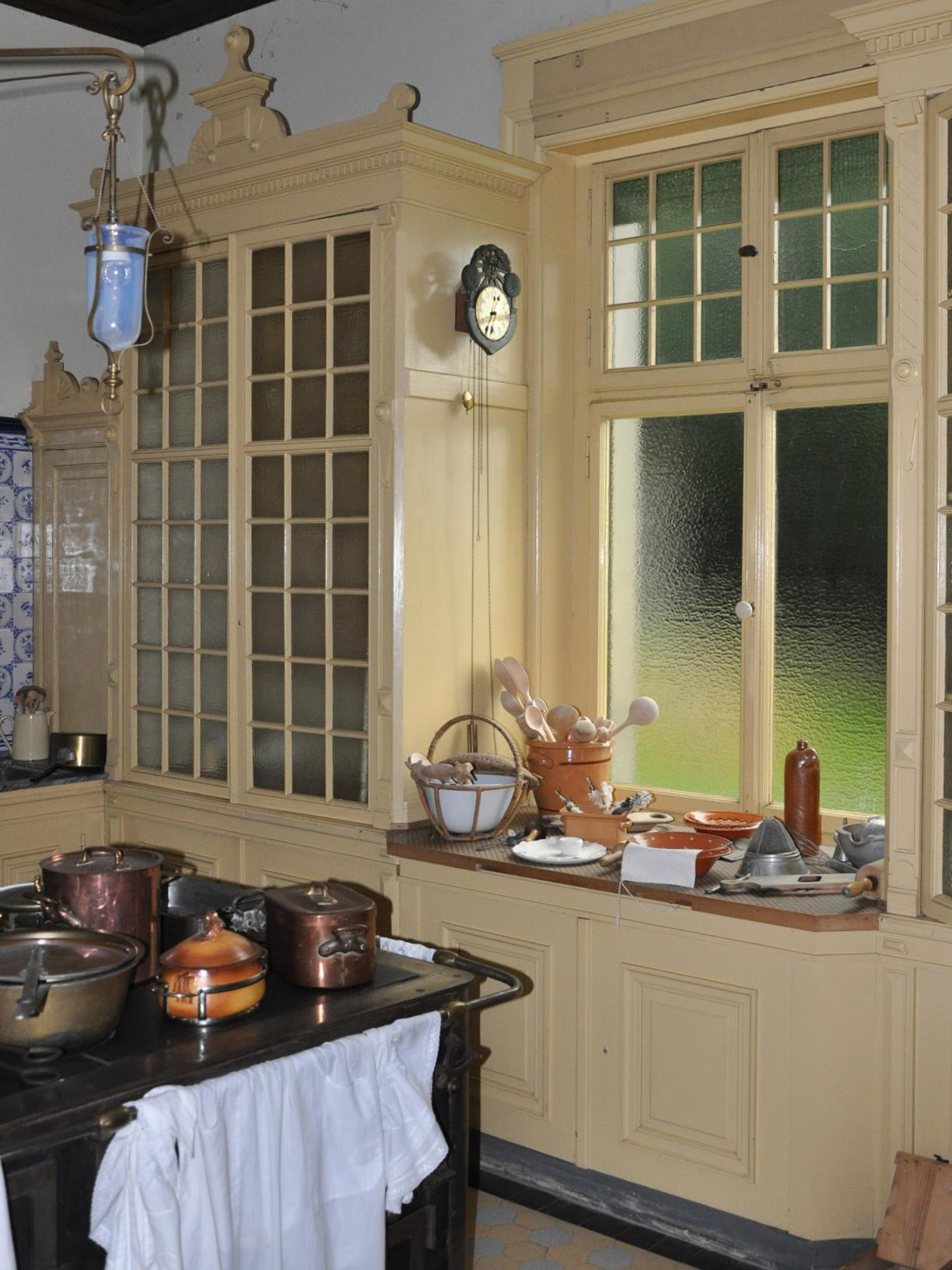
Küche des Schloss Hünegg im Originalzustand

Das Schloss Hünegg ist ein Schloss aus dem 19. Jahrhundert in der Gemeinde Hilterfingen am Thunersee im Kanton Bern, Schweiz. Zum Schloss gehört ein Park mit einem alten Baumbestand.

## Lage und Geschichte
Das Schloss ist ein herrschaftlicher Landsitz mit einer seltenen, originalen Inneneinrichtung. Die lebendige Atmosphäre des Haushaltes vermittelt den Eindruck, die Eigentümer seien nur kurz abwesend.
Das Schloss wurde vom deutschen Architekten Heino Schmieden entworfen und 1861 bis 1863 für den Baron Albert von Parpart im Stil des Historismus mit Formen der Renaissanceschlösser an der Loire gebaut. Das Haus wurde 1900 durch Gustav Lemke-Schuckert leicht erweitert und grossteils im Jugendstil neu eingerichtet. Die Inneneinrichtung ist geprägt durch ausgesuchte, kostbare Materialien und eine reichhaltige Ausstattung.
In dem Schloss befindet sich das Museum für Wohnkultur des Historismus und des Jugendstils und seit dem Wegzug Ende 2017 aus Schloss Schadau in Thun, ab Sommer 2018 bis Ende 2022 auch das Schweizerische Gastronomie-Museum.

## Ausstellungen
Das Schloss wie auch der Schlosspark stehen für wechselnde Ausstellungen zur Verfügung. Dort fand beispielsweise 2012, 2013 und 2014 jeweils von Mai bis Oktober die Sonderausstellung Bergbahnen statt.